# Philodromus bistigma
Philodromus bistigma este o specie de păianjeni din genul Philodromus, familia Philodromidae, descrisă de Simon, 1870. Conform Catalogue of Life specia Philodromus bistigma nu are subspecii cunoscute.